# EUTM Mali

Emblemat EUTM Mali

Baretka medalu CSDP za misję EUTM Mali.

EUTM Mali (fr. „European Union Training Mission in Mali”) – szkoleniowa misja Unii Europejskiej w Mali trwająca od lutego 2013, trwająca równolegle z interwencją militarną sił francuskich i afrykańskich oraz misją stabilizacyjną ONZ podczas wojny domowej w Mali.
W styczniu 2012 w Mali wybuchła rebelia Tuaregów, zakończona zdobyciem północnej części tego kraju przez powstańców i ustanowieniem niepodległego Azawadu w kwietniu 2012. Jednak w czerwcu 2013 Tuaregowie zostali pokonani przez wcześniej sprzymierzonych z nimi radykalnych muzułmanów. W związku z zaistniałą sytuacją, państwa ECOWAS i Francja, rozpoczęły przygotowania do interwencji, zaaprobowanej przez Radę Bezpieczeństwa ONZ oraz Radę Unii Europejskiej ds. zagranicznych, która w styczniu 2013 zdecydowała o wysłaniu do Mali misji szkoleniowej.
17 stycznia 2013 na spotkaniu ministrów spraw zagranicznych krajów Unii Europejskiej, uzgodniono powołanie wojskowej misji szkoleniowej EUTM Mali, w skład której ma wchodzić około 200 instruktorów wojskowych oraz około 250 żołnierzy do ich ochrony. EUTM Mali nie ma charakteru bojowego. Pierwszym dowódcą misji został po przybyciu francuskich instruktorów – gen. François Lecointre. Czas trwania misji zaplanowano na 15 miesięcy i ma kosztować ponad 12 milionów euro. Do Afryki przybyli żołnierze z 16 państw UE i spoza wspólnoty m.in. Belgowie, Niemcy, Czesi, Hiszpanie, Brytyjczycy, Austriacy, Węgrowie i Polacy. Pierwszy z czterech malijskich batalionów rozpoczęło szkolenie prowadzone przez europejskich instruktorów 2 kwietnia 2013.
W skład EUTM Mali wchodzi 20 żołnierzy Polskiego Kontyngentu Wojskowego w Mali. Ministrowie spraw zagranicznych Unii Europejskiej zatwierdzili ostatecznie 18 lutego 2013 rozmieszczenie misji szkoleniowej w Mali. Pierwszych pięciu w Mali wylądowało 26 lutego 2013. Dowództwo objął ppłk Adam Jangrot.
| Państwo         | Liczebność personelu wojskowego |
| --------------- | ------------------------------- |
| Francja         | 207                             |
| Niemcy          | 71                              |
| Hiszpania       | 54                              |
| Wielka Brytania | 40                              |
| Czechy          | 34                              |
| Belgia          | 25                              |
| Polska          | 20                              |
| Włochy          | 19                              |
| Szwecja         | 14                              |
| Finlandia       | 12                              |
| Węgry           | 10                              |
| Irlandia        | 8                               |
| Austria         | 7                               |
| Grecja          | 4                               |
| Bułgaria        | 4                               |
| Słowenia        | 4                               |
| Łotwa           | 2                               |
| Estonia         | 2                               |
| Litwa           | 2                               |
| Portugalia      | 1                               |
| Rumunia         | 1                               |
| Luksemburg      | 1                               |